# SpeakLeash

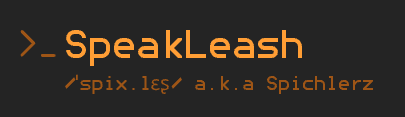

SpeakLeash (znany również jako Spichlerz) – polski projekt typu open source, założony w 2022 roku, zarządzany przez Fundację Speakleash. Celem projektu jest umożliwienie prowadzenia badań nad modelowaniem języka i uczeniem maszynowym w języku polskim. Pierwotnym założeniem projektu było zbudowanie zestawu danych w języku polskim dla dużego modelu językowego (LLM). Obecnie projekt koncentruje się na tworzeniu narzędzi do ewidencji, filtrowania oraz utrzymania zestawów danych tekstowych, które mogą być bezpłatnie wykorzystane do trenowania modeli sztucznej inteligencji w języku polskim.
W 2023 bilbioteka Speaklesh udostępniana w formie open-source (licencja MIT) zawierała 300 GB danych (54 milionów dokumentów) używanych do trenowania dużych modeli językowych (LLM). 

## Historia

### 2022–2023: Początki projektu
Projekt SpeakLeash został zainicjowany przez Sebastiana Kondrackiego, aby wpłynąć na polonizację modelu Bloom, wielojęzycznego, dużego modelu językowego, który nie obsługiwał języka polskiego. Sebastian Kondracki nawiązał kontakt z przedstawicielami Hugging Face oraz członkami zespołu BigScience (twórców Blooma). W rezultacie powstała grupa robocza, która zajęła się polonizacją modelu. Uzyskano wsparcie EleutherAI  w wytrenowaniu polskiego LLM-a. W listopadzie 2022 roku zdecydowano o przekształceniu inicjatywy w projekt SpeakLeash, którego celem stało się zebranie i bezpłatne udostępnienie otwartych danych tekstowych dla wszystkich zainteresowanych. W 2023 roku projekt nawiązał współpracę z Akademickim Centrum Komputerowym Cyfronet AGH, które udostępniło swoje zasoby obliczeniowe. 

### 2024–: Rozwój i powstanie Bielika
W 2024 roku kontynuowano prace nad rozwojem zestawu danych oraz narzędzi do kontroli jakości. Wprowadzono generatywny model językowy Bielik udostępniany wraz z narzędziami na platformie GitHub.
W 2025 roku Speaklesh otrzymał wyróżnienie „Rzeczpospolitej Cyfrowej” za opracowanie Bielika.

## Zespół
Inicjator projektu:
- Sebastian Kondracki[12]

Założyciele:
- Mateusz Kuras
- Paweł Wilk[13]
- Marcin Kurzyna[14]
- Waldemar Boszko
- Jacek Chwiła[15]
- Grzegorz Urbanowicz